# Marta Rovira
Marta Rovira i Vergés (Vic, 25 de janeiro de 1977) é uma advogada e política espanhola, atual secretária-geral da Esquerda Republicana da Catalunha e deputada no Parlamento da Catalunha desde 2012.

## Biografia
Nascida na cidade de Vic, alguns de seus antepassados participaram a nível local durante a ditadura franquista; seu avô materno, Francesc Vergés i Ordeig foi alcaide de Sant Pere de Torelló entre 1956 e 1965, e um de seus bisavôs por parte de pai, Jaume Rivera i Camps, desempenhou o cargo de alcaide de Prats de Lluçanès entre 1939 e 1941.
Marta Rovira é graduada em direito pela Universidade Pompeu Fabra, e em Ciência Política e Administração Pública pela Universidade Aberta da Catalunha. Mestre em direito, ministrou aulas de direito administrativo na Escola de Polícia da Catalunha entre 2003 e 2007, e foi diretora de serviço logístico da Agência Catalã de Cooperação e Desenvolvimento (2007-2011).
É militante da Esquerda Republicana da Catalunha (ERC) desde 2005, e três anos depois, em 2008, foi escolhida secretária de Política Internacional, Europa e Cooperação. Em 2011, foi eleita Secretária-geral do partido encabeçado por Oriol Junqueras. Nas eleições ao Parlamento da Catalunha de 2012, foi a número 2 na lista por Barcelona da ERC, sendo eleita deputada e ocupando cargos entre 2012 e 2015 de porta-voz do grupo parlamentário. Em 2015, se apresentou de novo às eleições, na candidatura independentista Juntos pelo Sim, sendo novamente eleita deputada e e novo, porta-voz do grupo parlamentário.
Entre 2008 e 2012, foi a Secretária-geral da Aliança Livre Europeia, entre 2006 e 2007 secretária da Associação de Jovens Advogados da Catalunha, organização da qual havia sido presidente local em Vic entre 2004 e 2006. Ela também é membro dos Sagals de Osona.
Rovira foi um dos membros do Parlamento que, em 21 de dezembro de 2017, foram imputados pelo Supremo Tribunal de Espanha pelo suposto crime de rebelião, após a Declaração de independência da Catalunha.
Desde 17 de janeiro de 2018, é deputada no Parlamento da Catalunha na XII legislatura pela coalizão eleitoral Esquerda Republicana da Catalunha-Catalunha Sim.